# Astrogorgia begata
Astrogorgia begata är en korallart som beskrevs av Manfred Grasshoff 1999. Astrogorgia begata ingår i släktet Astrogorgia och familjen Plexauridae. Inga underarter finns listade i Catalogue of Life.